# Edford
Edford, gelegentlich auch Edfor genannt, war eine portugiesische Automarke.

## Unternehmensgeschichte
Das Unternehmen Eduardo Ferreirinha et Irmão Lda. aus Porto begann 1930 mit der Produktion von Sportwagen. 1938 endete die Produktion nach vier hergestellten Exemplaren. Der Markenname setzt sich zusammen aus Ed von Eduardo und Ford.
Der Filmregisseur Manoel de Oliveira fuhr eine Zeit auch Autorennen, und diese stets in einem Edford. 1938 drehte er mit Já Se Fabricam Automóveis em Portugal einen kurzen Dokumentarfilm über das Unternehmen Edford, mit dessen Gründer Eduardo Ferreirinha er befreundet war und auf dessen Bitte er den Film drehte.

## Modelle
Das erste Modell basierte auf dem abgesenkten Fahrgestell des Ford Modell A. Für den Antrieb sorgte der Ford-Vierzylindermotor. Die offene Roadsterkarosserie bot Platz für zwei Personen. 1936 folgte das zweite Modell. Nun kam der getunte V8-Motor mit 3200 cm³ Hubraum aus dem Ford V8 zum Einsatz. Die Karosserie war aus Leichtmetall hergestellt und wog nur 150 kg. Die Höchstgeschwindigkeit wurde mit 170 km/h angegeben.
Zwei Fahrzeuge dieser Marke existieren noch. Eines davon bot ein deutscher Händler für klassische Fahrzeuge 2024 an.